# Lepidosaphes okitsuensis
Lepidosaphes okitsuensis är en insektsart som beskrevs av Kuwana 1925. Lepidosaphes okitsuensis ingår i släktet Lepidosaphes och familjen pansarsköldlöss. Inga underarter finns listade i Catalogue of Life.